# 보라잎과
보라잎과(Delesseriaceae)는 진정홍조강 비단풀목에 속하는 홍조식물과의 하나이다. 101속 468종으로 이루어져 있다. 델레세리아(Delesseria serrulata) 등을 포함하고 있다.

## 하위 아과
- 다홍풀아과 (Dasyoideae)
- Delesserioideae
- Heterosiphonioideae
- Nitophylloideae
- Phycodryoideae
- 사르코메니아아과 (Sarcomenioideae)